# 조선불교도련맹

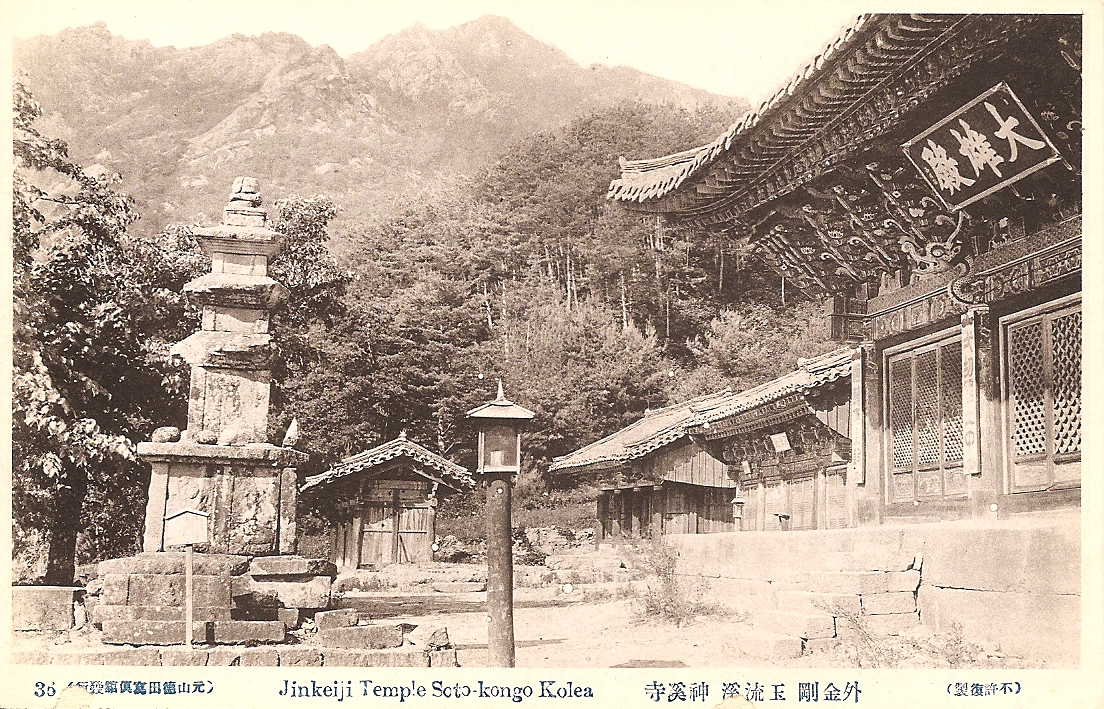

조선불교도련맹(朝鮮佛敎徒聯盟, Korea Buddhist Federation)은 조선민주주의인민공화국의 모든 불교 활동을 감독하는 조직이다. 약칭으로 조불련(朝佛聯)으로 불리기도 한다. 위원장은 강수린이다.

## 역사
1945년 12월 26일에 소비에트 민정청 치하의 한반도 이북에서 북조선불교도련맹(北朝鮮佛敎徒聯盟)이 설립되었으며 1948년에 북조선불교총련맹(北朝鮮佛敎總聯盟)으로 이름을 바꿨다. 한국 전쟁이 발발하기 이전에 조선민주주의인민공화국에는 승려 732명, 사원 518곳이 있었고 등록된 불교도 수는 375,438명에 달했다.
1955년에 조선불교도련맹으로 이름을 바꿨다. 1965년에 운영을 중단했다가 1972년에 조선불교도련맹 중앙위원회로 이름을 바꾸고 대외 선전용 종교 조직으로 개편되었다. 1984년에는 묘향산 보현사에 팔만대장경보존고를 건립했고 1989년에는 총 15권으로 구성된 《팔만대장경 해제본》을 출간했다. 사회과학원 산하 민족고전연구소에서 출간된 《팔만대장경 해제본》은 가야산 해인사에 소장된 《팔만대장경》을 현대 한국어로 풀이하여 간추린 것으로 조선민주주의인민공화국 정부가 해당 사업을 지원했다.

## 활동
조선불교도련맹은 강령과 규약을 통해 불교의 현대화를 통한 도제 양성·포교·역경의 3대 사업 추진, 사회주의 제도의 옹호 고수와 발전, 사회주의 경제 건설 참여, 나라와 민족의 자주권과 존엄 고수, 조국의 자주적 평화 통일 실현, 침략과 전쟁 책동 반대, 평화 수호, 각국 불교도들의 친선 협조 관계 발전 등을 담고 있다.
조선불교도련맹은 세계 각지의 불교 단체와의 대외 활동을 전개하고 있으며 주로 일본 재일본조선인총련합회 산하 불교 단체인 재일본조선불교도협회, 대한민국의 불교 종단인 대한불교조계종·대한불교천태종 등과 접촉하고 있다. 그 외에 중국, 인도, 네팔, 태국, 라오스, 스리랑카를 비롯한 여러 나라의 불교 단체와 접촉하고 있다.
조선불교도련맹은 1989년에 평양직할시 모란봉에 불교학원을 개설했다. 불교학원은 중학교 졸업, 도·시·군 인민위원회 산하 사찰 추천을 입학 조건으로 내걸고 있으며 조선불교도련맹 소속 불교도들은 이 곳에서 3년 동안 공부한다.

## 역대 위원장
- 제1대 김세률 (1946년 1월 ~ 1948년)
- 제2대 안용숙 (1963년 2월 ~ 1978년)
- 제3대 박태호 (1979년 5월 ~ 2005년)
- 제4대 류영선 (2006년 ~ 2008년)
- 제5대 심상진 (2008년 ~ 2012년)
- 제6대 강수린 (2012년 ~ 현재)

## 같이 보기
- 조선그리스도교련맹